# Seuls (film, 1981)
Pour les articles homonymes, voir Seuls.
Pour plus de détails, voir Fiche technique et Distribution.
Seuls est un film suisse réalisé par Francis Reusser et sorti en 1981.

## Synopsis
Il s'agit d'un thriller fantastique sur Œdipe narré par le personnage principal ; voyage intérieur d'un homme qui retourne visiter sa propre mémoire.
Après avoir trouvé accidentellement une photographie dans un photomaton, Jean commence a faire des découvertes inusuelles qui le mènent à d'étranges relations romantiques.

## Fiche technique
- Titre : Seuls
- Réalisation : Francis Reusser
- Scénario : Francis Reusser et Christiane Grimm
- Photographie : Renato Berta
- Son : Luc Yersin
- Musique : Michael Galasso et Louis Crelier
- Montage : Francis Reusser et Elizabeth Waelchli
- Pays d'origine :  Suisse
- Production : Sagittaire Films
- Durée : 100 minutes
- Date de sortie : France - 23 mai 1981

## Distribution
- Niels Arestrup
- Christine Boisson
- Michael Lonsdale
- Bulle Ogier
- Olimpia Carlisi

## Sélections
- 1981 : Festival de Cannes (sélection de la Quinzaine des réalisateurs)[1]
- 1981 : Festival de Locarno[2]
- 1981 : San Sebastián Film Festival[3]